# Acalle recurvata
Acalle recurvata är en svampdjursart som först beskrevs av James Scott Bowerbank 1863.  Acalle recurvata ingår i släktet Acalle och familjen Metaniidae. Inga underarter finns listade i Catalogue of Life.